# 拉胡尔·亚达夫·奇塔博尔纳
拉胡尔·亚达夫·奇塔博尔纳（英語：Rahul Yadav Chittaboina，1998年5月3日—），印度男子羽毛球運動員。

## 簡歷
2016年6月，拉胡尔·亚达夫·奇塔博尔纳出戰毛里裘斯羽毛球國際賽，赢得男子單打比賽冠軍，這亦是他個人生涯中首項國際賽冠軍。
2017年7月，拉胡尔·亚达夫·奇塔博尔纳出戰拉各斯羽毛球國際挑戰賽，在決賽中以2比0（21-15、21-13）擊敗隊友卡蘭·拉詹·拉賈拉詹，赢得男子單打比賽冠軍。

## 主要比賽成績
| 年份   | 賽事                   | 公開賽級別 | 項目     | 成績   |
| ------ | ---------------------- | ---------- | -------- | ------ |
| 2015年 | 巴林羽毛球國際挑戰賽   | 國際挑戰賽 | 男子單打 | 準決賽 |
| 2016年 | 毛里裘斯羽毛球國際賽   | 國際系列賽 | 男子單打 | 冠軍   |
| 2017年 | 俄羅斯羽毛球大獎賽     | 大獎賽     | 男子單打 | 準決賽 |
| 2017年 | 拉各斯羽毛球國際挑戰賽 | 國際挑戰賽 | 男子單打 | 冠軍   |
| 2017年 | 印度羽毛球國際系列賽   | 國際系列賽 | 男子單打 | 準決賽 |

| 2007-2017年 | 首要超級賽 | 超級賽 | 黃金大獎賽 | 大獎賽 | 國際挑戰賽 | 國際系列賽 | 未來系列賽 | 其他 |

| 2018-2026年 | 總決賽 | 超級1000賽 | 超級750賽 | 超級500賽 | 超級300賽 | 超級100賽 | 國際挑戰賽 | 國際系列賽 | 未來系列賽 | 其他 |